# Furinkazan

Furinkazan

Fūrinkazan (風林火山), letterlijk "Wind, bos, vuur en berg", was de oorlogsstandaard van Takeda Shingen, een daimyo uit de Japanse Sengoku-periode. Het citeert hoofdstuk zeven van De kunst van het oorlogvoeren van Sunzi: "Beweeg zo vlug als de wind, blijf zo stil als het bos, val aan zo agressief als vuur, onverslaanbare verdediging als een berg."
De originele Chinese tekst is verdeeld over twee opeenvolgende paragrafen:
Hoofdstuk zeven, paragraaf dertien: 	“故其疾如風，其徐如林“ Laat je snelheid die zijn van de wind, je compactheid die van het bos.
Hoofdstuk zeven, paragraaf veertien: “侵掠如火，不動如山“ Bij aanvallen en plunderen wees als vuur, wees onbeweegbaar als een berg.